# هوستینیتسه
هوستینیتسه (به چکی: Hostěnice) یک منطقهٔ مسکونی در جمهوری چک است که در ناحیه برنو-تسوونتری واقع شده‌است. هوستینیتسه ۲۰ کیلومتر مربع مساحت و ۶۴۳ نفر جمعیت دارد و ۲۹۵ متر بالاتر از سطح دریا واقع شده‌است.